# Gernot Suppan
Gernot Suppan (* 18. November 1985 in Graz) ist ein österreichischer Fußballspieler auf der Position eines Abwehrspielers.

## Karriere
Gernot Suppan spielte von 1994 bis 2008 für den SK Sturm Graz. Er wechselte damals von LUV Graz, bei dem er zwei Jahre als Nachwuchsspieler aktiver war, zum SK Sturm. Sein Debüt in der Bundesliga gab er in der letzten Runde der Saison 2004/05 am 29. Mai 2005 beim 3:1-Auswärtssieg gegen den SV Mattersburg. In der Saison 2008/09 wechselte er leihweise zum DSV Leoben, um Spielpraxis sammeln zu können. Im Sommer 2009 verließ er nach 26 absolvierten Spielen sowie einem Tor die Donawitzer und wechselte zum Bundesligaabsteiger SCR Altach, für den er bereits bei seinem ersten Einsatz ein Tor aus einem direkten Freistoß erzielte. Nach zwei Jahren in Altach wechselte Suppan 2011 zum Wolfsberger AC. Mit dem WAC stieg er 2012 in die Bundesliga auf.
Nach 25 Bundesligaeinsätzen für die Kärntner wechselte er zur Saison 2014/15 zum Zweitligisten Kapfenberger SV. Für die KSV kam er zu 26 Zweitligaeinsätzen. Zur Saison 2015/16 schloss Suppan sich dem viertklassigen ASK Voitsberg an.